# ダニエル・リカーリ

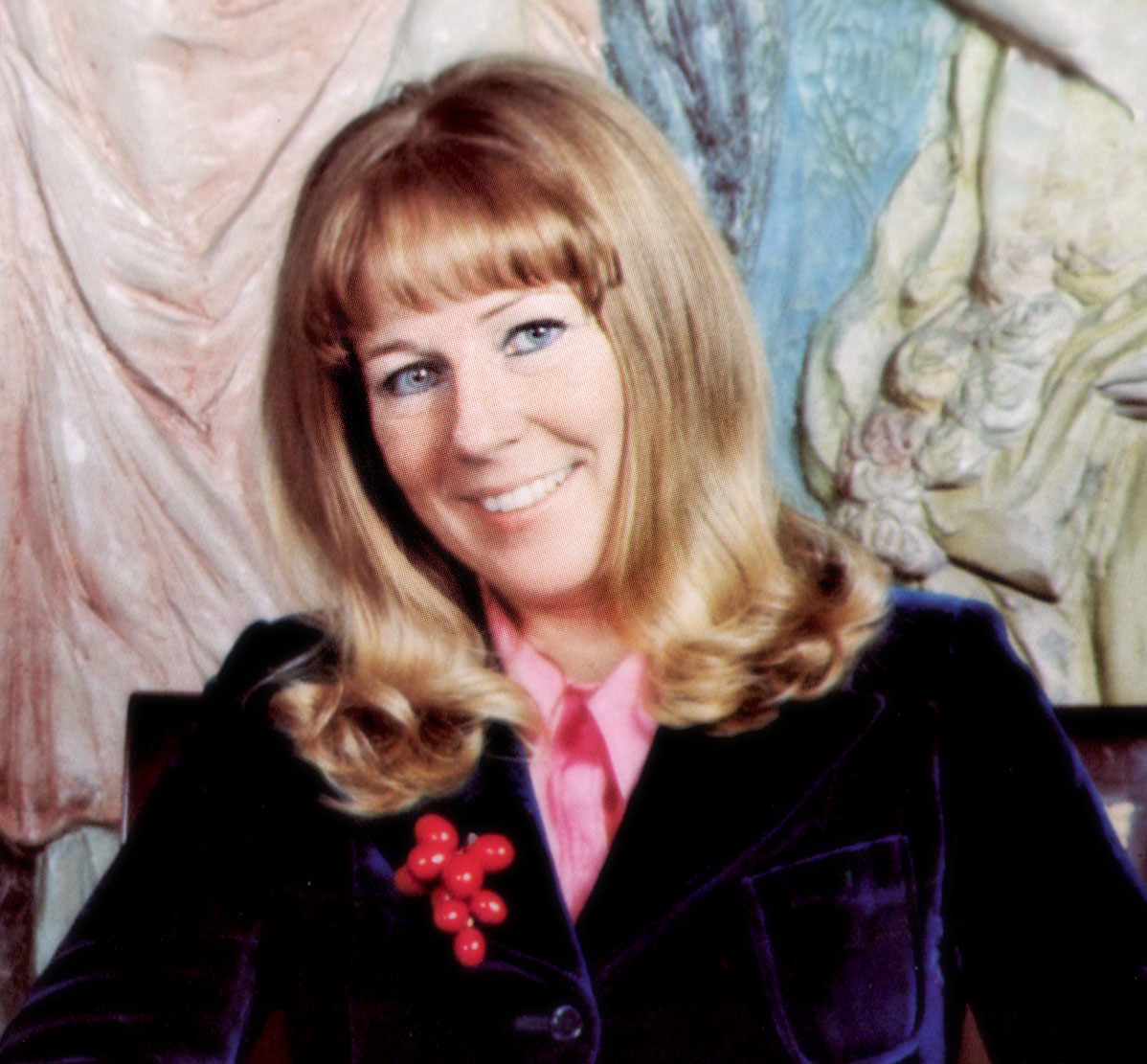
ダニエル・リカーリ

ダニエル・リカーリ（Danielle Licari、1942年11月11日 - ）は、フランスの歌手。

## 略歴
フランスのブローニュ＝シュル＝メール生まれ。父親はオーケストラの楽団員と伝えられている。12歳でフランス国営放送のコーラス・グループに加入。18歳でレ・バランティーヌという女性歌手トリオの一員としてリズム・アンド・ブルースを歌っていた。
1963年、ミュージカル映画「シェルブールの雨傘」でカトリーヌ・ドヌーヴの吹き替えを担当して知名度を上げ、1970年に「ふたりの天使」で人気を決定付ける。

## 代表曲
ふたりの天使 (Concerto pour une voix)
1970年作。サン・プルー作曲。当初はダニエル・リカーリの曲としてリリースされた訳では無く、名前の扱いは小さかったが、スキャットがリスナーに強い印象を与え、リカーリがクローズ・アップされるに至り、リカーリ名義で再録音された。この再録音のものが現在一般的に聞かれている音源である。日本では、テレビ番組で耽美的なシーンや状況（例えば叶姉妹の出演シーンなど）のBGMとして使用される事が多い。
シェルブールの雨傘 (Les parapluies de cherbourg)
1964年作。同名映画の主題歌。この映画はカンヌ国際映画祭でパルム・ドールを獲得した。
エーゲ海の真珠 (Penelope)
ポール・モーリア・グランド・オーケストラの演奏による1971年のヒット曲（エーゲ海の真珠）で、初回録音版のスキャットをダニエル・リカーリが担当している。